# 284 (số)
284 (hai trăm tám mươi tư) là một số tự nhiên ngay sau 283 và ngay trước 285.